# Mundial Film
Mundial Film fou una empresa catalana de producció i distribució de films activa des de 1925 fins a 1936, fundada per Rodrigo Soler i Palau i coneguda per la distribució del film Captain Blood de David Smith.
L'empresa continuà inscrita al Ministeri d'Industria fins al 1965 encara que sense activitat comercial.

## Llista de films distribuïts
Els següents films va ser distribuïts de forma exclusiva a la peninsula ibèrica per Mundial Film:

### Any 1926
- Ruperto de Henzau (Victor Heerman)
- Pacto de amor (George Archainbaud)
- La noche de la batalla (Jacques de Baroncelli)
- Captain Blood (David Smith)
- La mujer perfecta (William Christy Cabanne)

### Any 1927
- La epopeya naval de Zeebrugge

### Any 1928
- Se necesita un ladrón (Nicolas Rimsky i Roger Lion)
- El fin de Montecarlo (Nalpas Natanson)
- Fuego (Jacques de Baroncelli)
- El Patio de los Naranjos (Guillermo Fernàndez Mir), d'Hispano Film.

### Any 1929
- Matrimonios a la moderna (Rudolf Walter Fein i Rudolf Dworsky)
- Alteza yo os amo (Viktor Janson)
- Rinaldo Rinaldini (Max Obal)
- Besar no es pecado (Rudolf Walter Fein)
- Su último amor
- La mujer divorciada (Viktor Janson)
- Mariposas de Viena (Rudolf Dworsky)
- Viena llora, Viena rie (Rudolf Walter Fein i Rudolf Dworsky)

### Any 1932
- Fermin Galan (Fernando Roldan)
- El sabor de la gloria (Fernando Roldan)

### Any 1933
- Sobre el cieno (Fernando Roldan)
- Susana tiene un secreto (Benito Perojo)
- Alala (Adolf Trotz)
- El Cafè de la Marina (Domènec Pruna i Ozerans)
- Boliche (Francisco Elias)

### Any 1934
- El desaparecido (Fernando Delgado)
- Yo canto para ti (Fernando Roldan)

## Mostra sobre la Mundial Film el 1994
Al Febrer de 1994 s'organitzà per part del Cine Club Sabadell i Joana Soler, la filla del fundador, una exposició sobre material publicitari de la distribuïdora al cine Alcázar de Barcelona. La inauguració d'aquesta mostra coincidí amb el 30è aniversari de la secció de Cine Estudi del Cine Club Sabadell.
L'exposició, preparada i seleccionada per Ana Fernández Álvarez i amb la col·laboració de Ramon Cortadellas, Anton Giménez i Riba (Cap dels Arxius d'Audiovisuals de la Generalitat) i l'aquarel·lista Joaquim Deu, constava de cartells, fotografies, factures, etc. corresponents als films distribuïts per la Mundial Film, així com màquines de projeccio i altres materials.
Juntament amb l'exposició es projectà el reportatge sobre l'arribada del Govern de Lluis Companys a Barcelona l'any 1936 que havia sigut distribuït per la Mundial Film. També es va fer l'estrena mundial del film Lo más sublime, dirigit el 1927 per Josep Enric Ponsà i ambientat a la Costa Brava. La recuperació d'aquests dos films la realitzà la Filmoteca de Catalunya, gràcies a les donacions de Joana Soler (1984) i els germans Casals (1993).

## Llista d'altres distribuïdores de cinema de l'època
Marques i empreses cinematogràfiques espanyoles contemporànies a la Mundial Film dedicades a la distribució de films:
Anys 1920 -1929
| - Mediterranea Film - Madrid Film - Goya Films - Atlantida Films - Films Benavente - Troya Films - Penka Films - Ediciones Regia Films - Cartago Films - Aragon Films - Films Española, SA - Chasa,SA - Cinematográfica Mir | - Julio Cesar SA - Levantina Films - Ediciones Fervallduch - Ediciones ICE - Edición Film - Azeta Films - Asturias Films - Film Linares - Ediciones Forns-Buchs - Film Numancia - Perseo Films - Selecciones Núñez - Hercules Films | - Selecciones Capitolio - Sono Films - España Artístico Cinematográfica - Omnia Films - Ediciones Sol Films - UCE - Film Madrileña - ES Helios Films - Venus Film Española - Film Nazari - Cosmos Films - CIDE | - Ulargui Films - Renacimiento Films - CINAES - Suevia Films - CB Films - Filmófono - Mercurio Films - Edici - Continental Films - Altas Films - Nueva Film |

Anys 1930 - 1939
| - Orphea Films - Exclusivas Diana - Star Films - Atlantic Films - Cifesa - UCE | - Hércules Films - Barcelona Films - Edici - Juca Films - CEA Portago - PEC | - Ufifilms - FIDA - Ecesa - Ibérica Films - Film Minerva - Falcó Films | - Meyler Films - Monopol Films - Gladiator Films - Selecciones Capitolio |